# Monastero di San Placido Calonerò
Il monastero di San Placido Calonerò o abbazia e monastero benedettini di Santa Maria Maddalena di Valle Giosafat e di San Placido di Calonerò è stato un luogo di culto di Messina. Oggi le strutture ubicate nella frazione di Ponte Schiavo sono adibite nella quasi totalità a usi civili. La doppia denominazione è dovuta al rapporto di dipendenza col monastero benedettino di Santa Maria Maddalena di Valle Giosafat ubicato in città e non più esistente.

## Monastero benedettino di Santa Maria Maddalena di Valle Giosafat
Tra il XII ed il XIII secolo il monastero benedettino di Santa Maria Maddalena di Valle Giosafat e il priorato messinese di Santa Maria Maddalena, già documentati nel 1086, dipendenti dalla casa madre gerosolimitana dei Cavalieri di San Giovanni sono riconosciuti nei privilegi concessi da Ruggero II di Sicilia nel 1144, da Guglielmo II di Sicilia nel 1171, da Costanza d'Altavilla e dal marito Enrico I di Sicilia nel 1196, da Federico II nel 1221. Nel 1633 possiede come dipendenza la grancia monastero di San Placido Calonerò. La sede cittadina di Messina dopo accorpamenti, trasferimenti, subisce un incendio. Trasformata in ospedale militare è distrutta dal terremoto di Messina del 1908. Oggi nella stessa area sorge la «Casa dello Studente».
Autori e opere ci permettono tuttavia di ricostruire le vicende della casa madre gerosolimitana, l'insediamento e le sedi di Messina che al giorno d'oggi s'identificano fisicamente col superstite monastero di San Placido Calonerò.
Il tabulario custodito nelle biblioteche è trasferito presso l'Archivio di Stato di Palermo.

## Storia
Il monastero di San Placido Calonerò fu fondato da una comunità di monaci benedettini. Cronologicamente è considerato il secondo cenobio benedettino per importanza.
Tra il 1361 e il 1363 quattro gentiluomini messinesi, il nobile suddiacono Leonardo de Astasiis o Austasio, il prete Roberto de Gilio, il suddiacono Mauro de Speciariis o di Speciale e Giovanni di Santa Croce edificano su autorizzazione dell'arcivescovo Dionisio di Murcia, sotto il pontificato di Papa Urbano V, dedicandolo a san Placido fondatore a Messina della chiesa di San Giovanni di Malta, un luogo di culto. Il primitivo monastero, distante dodici miglia verso sud da Messina, è eretto sulla sommità di una collina presso la chiesa di Sant'Alessio Confessore, podere di proprietà del sacerdote milazzese Nicolò Mustacciolo, che l'aveva concesso insieme all'ormai diroccato e fatiscente monastero di San Luigi di Calonerò meglio conosciuto come San Placido in Silvis o San Placido il Vecchio, costruzione ancora esistente sulle alture del casale di Giampilieri.
Il 17 novembre 1369 il piccolo monastero è elevato alla dignità di abbazia da Papa Urbano V. È definitivamente abbandonato nel 1394 essendo stato eretto in luogo impervio e scosceso, disagevole per una vita religiosa comunitaria. Nel lasso di tempo che intercorre la comunità di monaci benedettini si trasferisce sui terreni donati dal conte Andrea Vinciguerra d'Aragona nel feudo di "Santa Domenica", appezzamenti sui quali era stata iniziata nel 1376 la costruzione del nuovo e più grande monastero sulla stessa area occupata dalla preesistente fortificazione medievale. I lavori per l'edificio furono sospesi nel 1401 per un litigio incorso con l'arcivescovo di Messina Filippo Crispo. Il 3 settembre Papa Bonifacio IX derime la disputa circa l'assegnazione di ulteriori canoniche. L'abate Marino, ambasciatore presso il pontefice, ottiene l'esenzione della pretesa avanzata e il proseguimento dei lavori, a condizione che l'istituzione dipenda direttamente dalla Santa Sede. Il monastero è completato nel 1486.

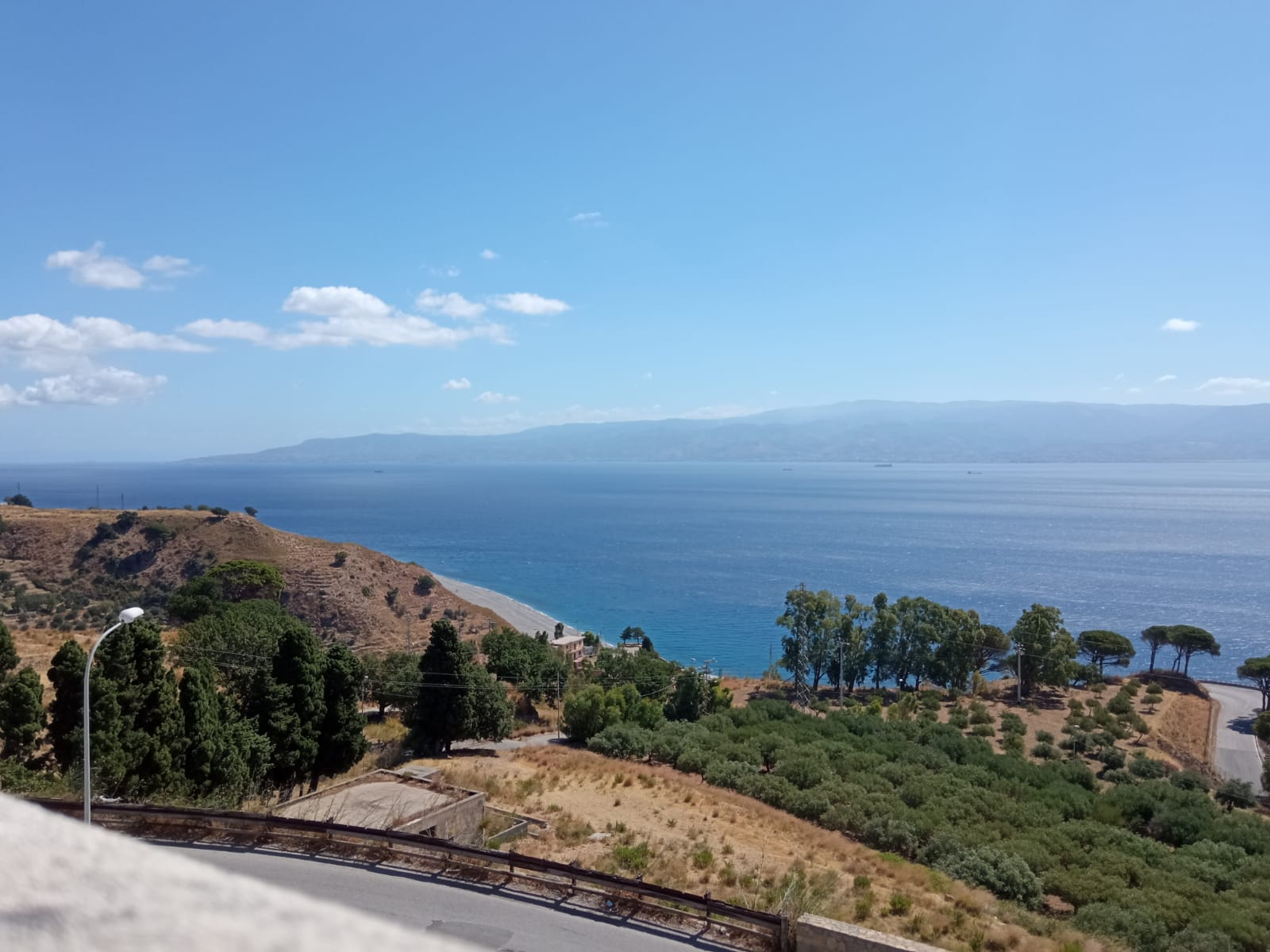
Vista dal tetto del monastero che si affaccia sui vigneti con, sullo sfondo, lo Stretto di Messina.

Il luogo di culto è dedicato a San Placido Calonerò, primitivo patrono di Messina. L'etimo Calonerò deriverebbe dal greco bizantino «καλό» (buono) e «νερόν» (acqua) verosimilmente per la presenza del torrente Schiavo la cui portata consistente consentiva l'uso irriguo per tutta la comunità. Sorge in una posizione strategica costituita da altopiano che sovrasta il villaggio, costituendo nel tempo, il centro propulsore della vita religiosa, agricola e pastorale delle zone circostanti.
Nel 1443 Papa Eugenio IV verificate infondate le accuse mosse verso l'abate Placido Campolo, riconfermò il prelato decretando concessioni, rendite e privilegi, annettendo l'abbazia di Santa Maria di Maniace e il monastero di Santa Maria di Valle Giosafat già formalmente accorpato nel 1437.
Il 3 luglio 1483, abate Leonardo Cacciola, i monasteri benedettini di San Placido Calonerò, San Nicolò l'Arena, Santa Maria Nuova, Santa Maria di Licodia si costituirono in congregazione, la quale fu chiamata «Congregazione dei Monaci di San Benedetto in Sicilia». Essa fu approvata da Papa Sisto IV e furono concessi privilegi simili a quelli goduti dalla «Congregazione di Santa Giustina».
Nel 1504, con l'annessione dell'abbazia di Montecassino, la Congregazione benedettina di Santa Giustina mutò nome, chiamandosi appunto, Congregazione cassinese. Nel 1506 all'interno di quest'ultima confluì la Congregazione sicula.
Il 18 luglio 1516, a seguito all'emanazione della bolla pontificia di papa Giulio II, la comunità benedettina messinese è inclusa nella Congregazione Cassinese.
Nel 1535 il 19, 20 e 21 ottobre reduce dalla conquista di Tunisi, vittoria contro i turchi e diretto in città, fu ospitato Carlo V d'Asburgo.

Un portale in pietra recante sull'architrave l'iscrizione "FIRMITER AEDIFICATA MDCVIIII", imponente porta - finestra fu utilizzato per l'ampliamento del convento di San Domenico realizzato a cavallo del 1589 e il 1609, oggi il medesimo manufatto costituisce l'ingresso del nuovo Oratorio della Pace.

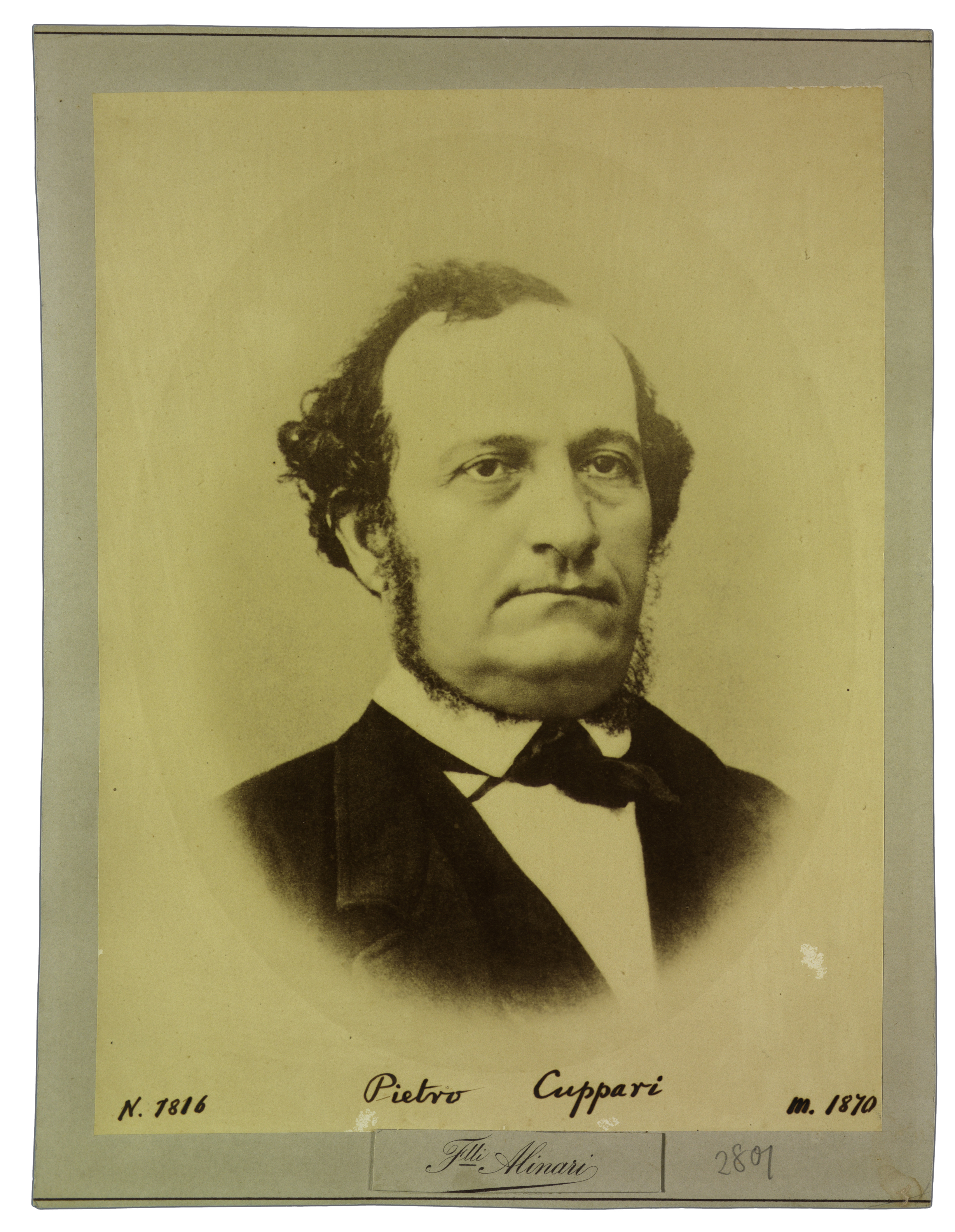
L'agronomo Pietro Cuppari, da cui la scuola prende il nome.

Il ritrovamento delle reliquie di San Placido diede nuovo impulso alla comunità al punto di ristrutturare il complesso nel 1605, abate David Sturniolo. Nel 1633 al tempo dell'abate Andrea Mancuso, il monastero diviene grancia del monastero di Santa Maria Maddalena.
Nel 1663 la sede è definitivamente abbandonata causa i continui assalti pirateschi e la comunità trasferita presso la primitiva casa madre cittadina. Durante la rivolta antispagnola del 1674 - 1678 l'abbazia è utilizzata quale baluardo dei messinesi alleati con i francesi contro la Spagna, subendo un incendio nel corso di un assalto.
Nel 1714 è visitata da Vittorio Amedeo II di Savoia re di Sicilia. Durante i moti antiborbonici del 1848 - 1860 ospita le riunioni segrete degli insorti.
Il complesso è censito durante la sacra regia visita di monsignor Giovanni Angelo de Ciocchis a Messina. Tra il 1741 e il 1743 l'incaricato regio compie per conto del sovrano di Sicilia Carlo III di Spagna una ricognizione generale di benefici e beni religiosi soggetti a patronato regio, all'interno dell'intero territorio siciliano e contemplati nella raccolta di atti e documenti denominati "Acta e Monumenta".
Dopo l'Unità d'Italia l'antico monastero di San Placido Calonerò ospita gli ultimi studentati di novizi. In seguito alla soppressione degli ordini religiosi con le cosiddette leggi eversive del 1866 cessa la proprietà del demanio per essere utilizzata come colonia penale agricola. L'amministrazione carceraria, ritenendo inidonei i manufatti e le infrastrutture, cede la proprietà al demanio per venderla alla provincia di Messina il 23 giugno 1898.
Il 18 novembre 1901 è aperta la "Regia Scuola Pratica d'Agricoltura", ancora oggi le strutture ospitano l'istituto tecnico agrario intitolato a "Pietro Cuppari" e l'enoteca provinciale.
Il Tabulario custodito nelle biblioteche è trasferito presso l'Archivio di Stato di Palermo.

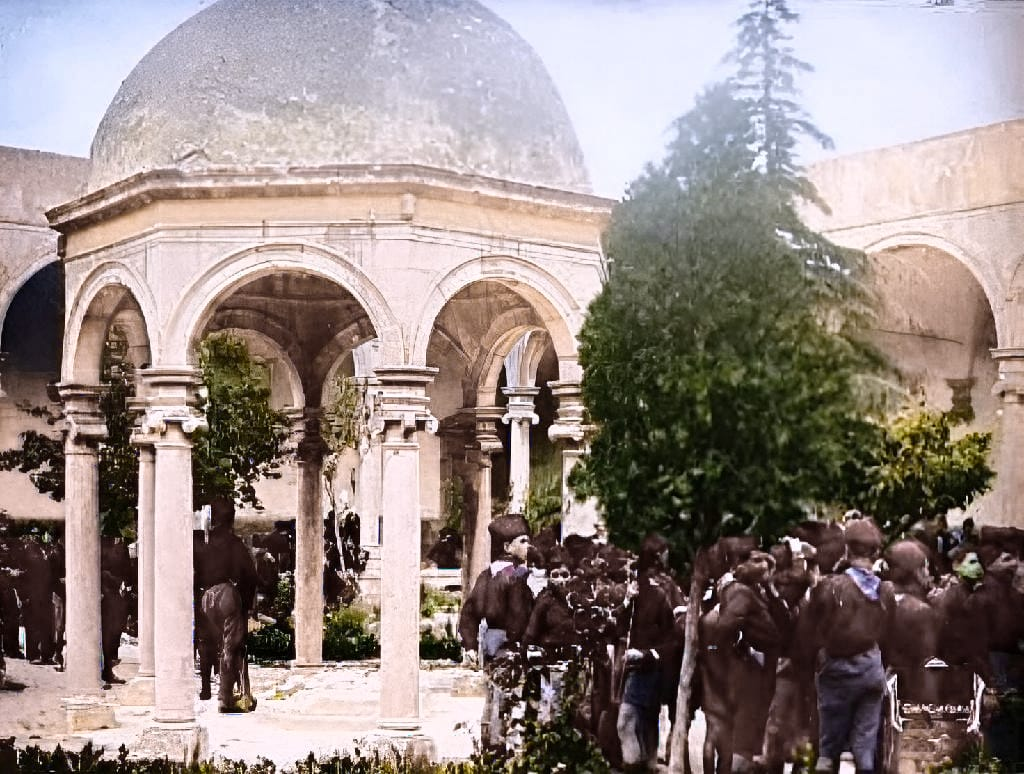
Foto del chiostro scattata da Cianciafora negli anni' 30

## Scuola e Cantina
L'edificio è divisa in tre entità: l'Istituto Tecnico Agrario intitolato a Pietro Cuppari, l'enoteca gestita dal Comune Provinciale e la cantina che, grazie anche allo sforzo degli studenti, produce il vino Faro DOC.
Il disciplinare di produzione del Faro prevede l'utilizzo di vari vitigni
- Nerello Mascalese (dal 45% al 60%),
- Nerello Cappuccio (dal 15% al 30%)
- Nocera (dal 5% al 10%);

altri vitigni ammessi sono:
- Nero d'Avola,
- Gaglioppo
- Sangiovese

per un massimo complessivo del 15%.
La scuola offre tre percorsi di studio:
- Sezione A: Gestione dell'ambiente e del territorio
- Sezione B: Trasformazione dei prodotti
- Sezione C: Viticultura

In data 1 settembre 2000, l'Istituto è stato assorbito dall'Istituto G. Minutoli di Messina, e successivamente, il 1 settembre 2009, è stato incorporato anche l'Istituto Quasimodo di Messina.
Il 1º ottobre 2009, nella vicina località di Giampilieri Superiore e dintorni, si verificò una grave alluvione che causò 37 vittime accertate. La scuola subì danni principalmente alle serre e la Strada Provinciale 35, che collega sia la scuola sia il paese soprastante di Pezzolo crollò.
Dal 2022, la scuola ha introdotto un sesto anno che va oltre il diploma di perito agrario, ottenuto al termine dei canonici cinque anni scolastici, fornendo le competenze necessarie per diventare specialista enologo.
L'Attuale preside dei tre plessi è Pietro Giovanni La Tona.

## Architettura

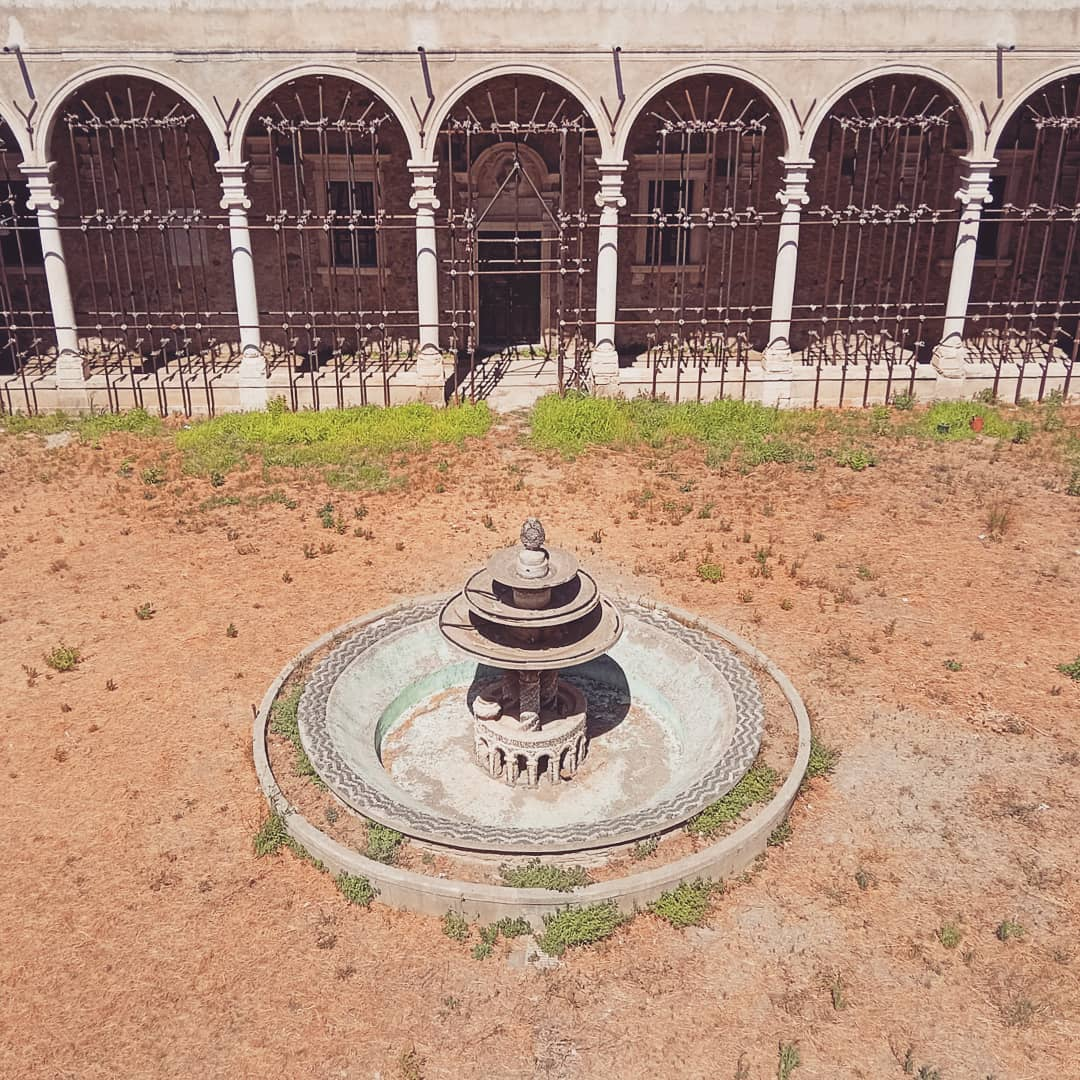
Chiostro con fontana

Oggi il complesso abbaziale si presenta con un impianto planimetrico rettangolare e due bellissimi chiostri di chiara derivazione tardo rinascimentale.
Nelle strutture si identificano le tre fasi principali della sua storia architettonica riconducibili ai rispettivi stili:
- svevo - medievale relativo al castello svevo Urso - Vinciguerra nella parte settentrionale della costruzione;
- rinascimentale che si ravvisa nei due grandi chiostri porticati e nella serie di ambienti che vi gravitano attorno;
- contemporaneo derivante dai continui adattamenti dell'edificio religioso a scuola agraria.

Di interessante concezione architettonica sono i due chiostri, perfettamente simili nella serie di arcate a tutto sesto, dallo stile squisitamente toscano ravvisabile nelle colonne sormontate da capitelli ionici con alti pulvini e archi dalle sottili cornici. Entrambi i chiostri si raccordano all'antico castello e alla parte medievale di tutto il complesso attraverso deambulatori e vestiboli.
Le origini sveve della fortificazione sono attestate dalla presenza del blasone gentilizio della nobile famiglia Urso, baroni di Raineri e Merii, primi proprietari del castello in epoca sveva, che si componeva d'azzurro con orso d'oro. Altri due stemmi analoghi, riprodotti su mattonelle quadrate e smaltate, erano fissati ai lati del portale e sono serviti da esempio per la recente realizzazione della pavimentazione.
Il portale immette in una stanza quadrata, oggi adibita a cappella, archi gotici a sostegno delle pareti e della volta. Sulla parete ad est dell'atrio, si apre il portale d'ingresso dell'antica chiesa del castello, a navata unica e non più esistente. Si tratta di una realizzazione rinascimentale che è stata sovrapposta a quella precedente di carattere gotico - svevo e della quale sono ancora leggibili le eleganti profilature. Nel 1637 è ampliata la Chiesa, è documentata la disposizione delle opere pittoriche e l'esposizione per cappella: i quadri di San Benedetto da Norcia, San Placido martire, Santa Maria Maddalena, si ritiene fossero stati importati nel 1291 da Gerusalemme.
Al centro dell'architrave e raffigurato lo stemma dei Vinciguerra, composto da un'agile torre che si eleva su una fortificazione bugnata. La sala gotica a pianta quadrata, ubicata all'estremo orientale del corpo di fabbrica, con agli angoli colonnine sorreggenti una volta a crociera costolonata dagli influssi gotico - francesi. Tra le opere d'arte è presente un busto marmoreo di Carlo V d'Asburgo per commemorare la visita effettuata nel 1535.

## Priori e abati
- 13 marzo 1364, Leonardo d'Anastasio.[6]
- 12 marzo 1367, Filippo Dolce d'Agrigento, già professo presso il monastero di San Nicola l'Arena.[6]
- Filippo Crispo.[6]
- Marino.[6]
- Placido Campolo.[6]
- 1437, Luca di Randazzo.[8]
- 1483, Leonardo Cacciola.[8]
- 1535, Paolo Jacuzzo.[8]
- 1605, David Sturniolo.[8]
- 1633, Andrea Mancuso.[8]

## Monastero di San Luigi di Calonerò
- Monastero di San Luigi di Calonerò meglio conosciuto come San Placido in Silvis o San Placido il Vecchio.